# Amphiporus spinosus
Amphiporus spinosus är en djurart som tillhör fylumet slemmaskar, och som beskrevs av Heinrich Bürger 1893. Amphiporus spinosus ingår i släktet Amphiporus och familjen Amphiporidae. Inga underarter finns listade i Catalogue of Life.